# Bagdør (malware)
En bagdør er en metode/ begreb hvor uautoriserede personer installerer en ondsindet programkode, som regel gemt i en .exe-fil, for at opnå adgang til et computersystem, således de kan manipulere systemet til egen fordel.
Man kan sikre sig mod bagdøre ved ikke at åbne ukendte .exe-filer, samt installere virus- og ad-aware-programmer samt en firewall på computeren.